# مصرف الاتحاد الوطني
مصرف الاتحاد الوطني (أو سابقًا مصرف الإجماع العربي)، شركة مساهمة ليبية تأسس المصرف بناء على قرار أمين اللجنة الشعبية العامة للمالية رقم (50) لسنة 1371 و.ر الموافق 09/03/2003 ف. قامت إدارة المصرف بمزاولة نشاطها بالافتتاح بتاريخ 03/08/2003 بمقره بمدينة بنغازي بشارع أحمد الشريف حيث قامت الإدارة بتجهيز مبنى لها ملحقاً به الفرع الرئيسي ببنغازي وقد تم تزويد الفرع بالعناصر الشابة المدربة، وبعد التأسيس بعام تقريباً توسع نشاط المصرف فقام بافتتاح فرعي طرابلس ومصراتة وذلك ليتمكن من تقديم خدماته إلى شريحة أكبر من العملاء.
تم تغيير اسمه بناء على موافقة مصرف ليبيا المركزي على ما جاء في قرارات الجمعية العمومية العادية والغير العادية المنعقدة بتاريخ 25 فبراير 2024م، وبعد أن تم استيفاء الموافقات اللازمة.

## خدمات المصرف
1. الودائع الجارية والزمنية
2. الاعتماد المستندي
3. خطابات الضمان
4. تداول النقد الأجنبي
5. الخزائن الشخصية
6. التسهيلات الإئتمانيه